# Seversk
Seversk (en russe : Северск) est une ville fermée de l'oblast de Tomsk, en Russie. Sa population s'élevait à 113 340 habitants en 2019.
À l'époque soviétique, Seversk était une ville secrète, appelée Tomsk-7, et le site d'un vaste complexe de production et de traitement de matières nucléaires à usage militaire ; elle ne figurait pas sur les cartes.

## Géographie
Seversk est située à 12 km au nord-ouest de Tomsk, sur la rive droite de la rivière Tom, dans la Sibérie de l'Ouest.

## Histoire
Fondée en 1949, la ville s'appela d'abord Piaty Potchtovy (Пятый Почтoвый), puis Tomsk-7 (Томск-7), de 1954 à 1992. La ville a été une ville secrète de l'Union soviétique jusqu'à ce que le président Boris Eltsine décrète en 1992 que les villes secrètes pouvaient utiliser leurs noms. Auparavant, la ville n'était mentionnée sur aucune carte.
Seversk est le site du Combinat chimique de Sibérie créé en 1954. Il comprend plusieurs réacteurs nucléaires et des installations de séparation isotopique, d'enrichissement et de retraitement de l'uranium et du plutonium. Les armes nucléaires sont produites et stockées sur place. L'usine de Seversk possède la particularité de pouvoir réenrichir l'uranium de retraitement.
Aujourd'hui, en dépit du décret qui a levé le statut du secret, la ville demeure fermée pour les non-résidents, ce qui oblige ainsi ceux qui souhaitent s'y rendre à obtenir une autorisation spéciale. En 2015, Seversk héberge un projet de réacteur à neutrons rapides refroidi au plomb dénommé Brest-300.

## Population
Recensements (*) ou estimations de la population
| 1989*   | 2002*   | 2010*   | 2012    | 2013    | 2014    |
| ------- | ------- | ------- | ------- | ------- | ------- |
| 110 000 | 109 106 | 108 580 | 109 666 | 109 594 | 115 472 |

| 2015    | 2016    | 2017    | 2018    | 2019    | 2020 |
| ------- | ------- | ------- | ------- | ------- | ---- |
| 114 942 | 114 557 | 114 313 | 113 843 | 113 340 | -    |

## Économie
L'économie de Seversk est dominée par le Combinat chimique de Sibérie (en russe : Сибирский химический комбинат, Sibirski khimitcheski kombinat), en abrégé Sibkhim, mis en service en 1953 et le stockage de centaines de milliers de tonnes de déchets nucléaires.